# Ponzu

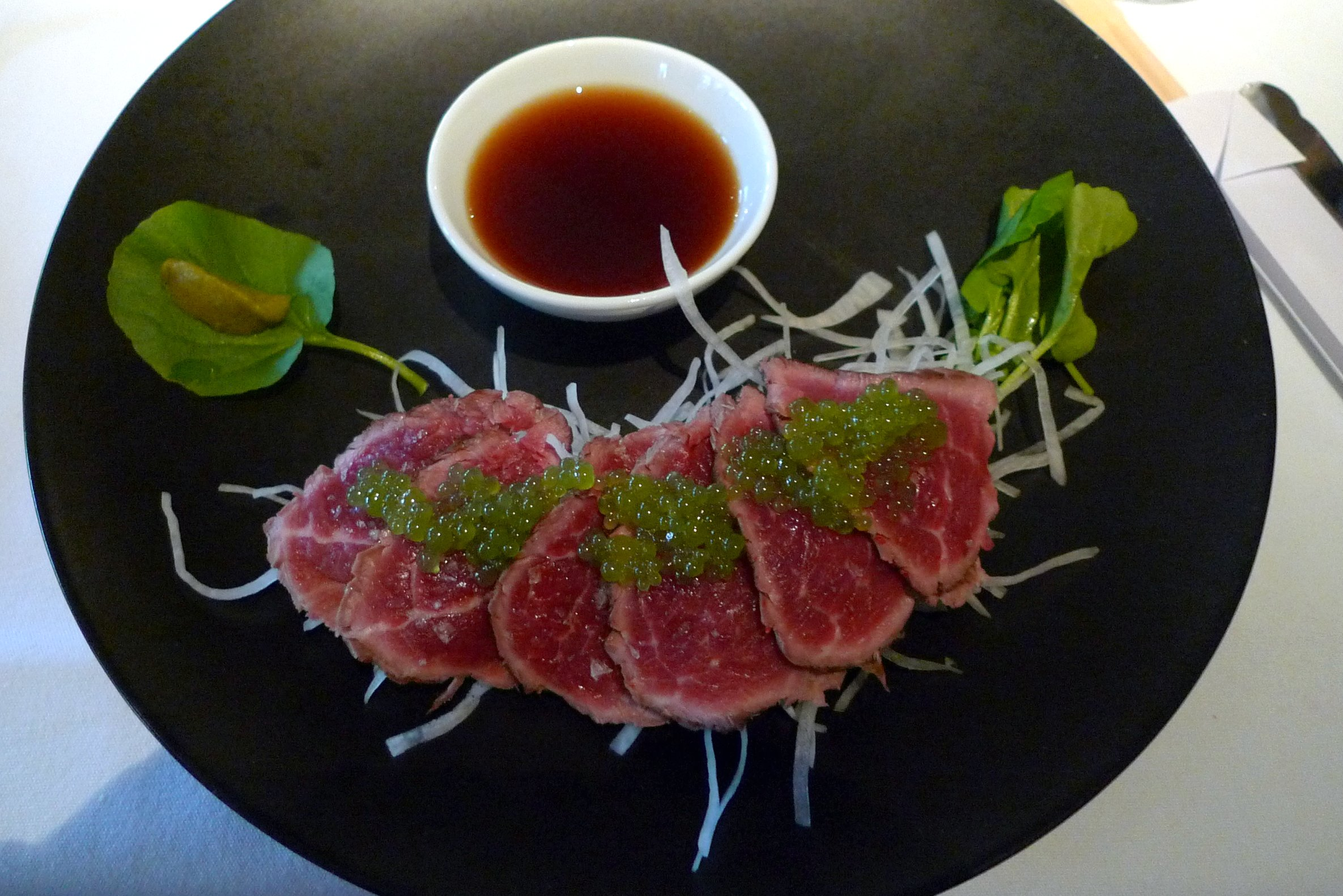
Roastbeef mit Ponzu

Ponzu (jap. ポン酢) ist eine Würzsauce auf Basis von Zitrusfrüchten und Sojasauce, die in der japanischen Küche verwendet wird. Ponzu wird traditionell zu Tataki (kurz scharf angebratenem und innen noch rohem Fleisch oder Fisch), Sashimi, Nabemono und Shabu-Shabu als Sauce zum Dippen gereicht.
Die Sauce wird aus dem Saft von Zitrusfrüchten, Zitronen, häufig auch Yuzu, Kabosu, Orangen, Bitterorangen, Limetten oder anderer Zitrusfrüchte hergestellt. Die häufige Variante von Ponzu mit Sojasauce wird sowohl als Ponzu shōyu (jap. ポン酢醤油) als auch wegen der Verbreitung einfach als Ponzu bezeichnet. Die Sauce ist dünnflüssig und hat eine dunkelbraune Farbe. Der Geschmack ist säuerlich-würzig.
Der Name Ponzu hat seinen Ursprung im niederländischen Wort pons (übersetzt „Schlag“ oder „Stanze“).